# Лешникотрошачката
„Лешникотрошачката“ (на руски: „Щелкунчик“) е приказен балет в 2 действия, с хореография на Лев Иванов, по музика на Пьотър Чайковски. Либретото е на Иван Всеволожки и Мариус Петипа по адаптация на Александър Дюма-баща на приказката на Ернст Теодор Амадеус Хофман „Лешникотрошачката и царят на мишките“. Премиерата се състои в Мариинския театър в Санкт Петербург на 18 декември 1892 г.

## Сюжет
Действащи лица (в скоби алтернативните герои в някои руски постановки):
- Г-н и г-жа Щалбаум
- техните деца – Клара (Мари, Маша, принцеса) и Фриц (Миша, Федя)
- Дроселмайер – кръстник на Клара
- Лешникотрошачката – принц
- Захарната фея (Фея Драже)
- Принц Коклюш
- Кукла
- Паяк (шут)
- Цар на мишките
- Мариана – племенница на Щалбаум
- гувернантка на Клара и Фриц
- Кордебалет: гости, роднини, слуги, пажове, цветя, играчки, войници и др.

Действието се развива в малко немско градче. В Коледната нощ малката Клара (в руската версия Маша) получава от кръстника си Дроселмайер дървена играчка – лешникотрошачка с форма на войник. След като гостите си разотиват, Клара остава сама. Точно в полунощ всички кукли и играчки оживяват и започват да воюват с армията на сивите мишки, предвождани от своя цар. Лешникотрошачката се превръща в красив младеж – принц. Двамата с Клара започват пътешествие из приказната Страна на сладкишите до столицата Конфитюренбург и по пътя си срещат множество феи и всевъзможни оживели лакомства. Клара и Лешникотрошачката принц подтогвят сватбата си. В някои съвременни редакции Клара се събужда с дървената лешникотрошачка в ръка и разбира, че всичко е било сън.

## Създаване
След успеха на „Спящата красавица“ през 1890 г. Иван Всеволожки, директор на Имперските театри, възлага на Чайковски да композира балет в две действия.
Либретото е на Всеволожки и Петипа по разказа „Историята на една лешникотрошачка“ на Дюма-баща, който на свой ред заимства сюжета от приказката на Хофман „Лешникотрошачката и царят на мишките“. Сюжетът на приказката на Хофман (и адаптацията на Дюма) е до голяма степен опростен за целите на балета.
В приказката Хофман отдава почит на сладкарската традиция в Нюренберг. В Страната на сладкишите всичко е направено от захарни продукти – пътят е от нуга, реката от лимонада, езерото от розова вода, един от градовете се казва Бонбонвил, а в столицата Конфитюренбург се намира Марципановият дворец. Захарната Фея в оригинала носи името на сладкиш от кардамон и кимион, обвити в захарен памук – шедьовър на сладкарското изкуство по това време. Принцът на Захарната фея – Коклюш, носи името на сладък сироп против кашлица. В трето действие са испанският танц в чест на шоколада, арабският танц – на кафето и китайският танц – на чая – и трите екзотични сладкарски продукти по времето на Хофман. Майка Жигон носи рокля с бухнали поли – препратка към форма на кутия за сладки, много популярна в Русия в края на 19 век.
Композирането на балета върви трудно. От една страна, Чайковски не харесва сценария на Петипа. Двамата вече са работили върху „Спящата красавица“. Петипа дава на Чайковски изключително подробни инструкции за композирането на всяка част от произведението, включително темпото и такта. Композиторът не е бил доволен от ограниченията и е работил неохотно по балета. Според Модест Чайковски, недоволството на брат му се дължи на различията с Хофмановата приказка, която композиторът цени високо и която всъщност е изначалната причина за неговото съгласие да напише музиката.
Работата е допълнително затруднена от пътуванията на Чайковски и от смъртта на сестра му. Композиторът посещава първо Франция, после САЩ, за да дирижира концертите по откриването на Карнеги Хол. Чайковски моли Всеволожки за отсрочка и я получава. На следващия ден получава новината за смъртта на сестра си Александра.
| „                                              | Бих могъл да завърша пътешествието до Америка без притесненията, съмненията и страховете; да се върна вкъщи спокоен и отпочинал от всякакви възможни травматични преживявания в Париж и Америка, и да се забавлявам малко по малко, убеден, че ще напиша два шедьовъра (простете нескромността ми). | “ |
| Чайковски в писмо до Всеволожки, април 1891 г. | |   |

"
| „                                                                                    | Днес повече от вчера и онзи ден се чувствам абсолютно неспособен да пресъздам Конфитюренбург чрез музика. | “ |
| Чайковски до брат си Модест при новината за смъртта на сестра им Александра, 1891 г. | |   |

В резултат на тези трудности, Чайковски така и не остава удовлетворен от произведението си и е убеден, че е по-лошо от „Спящата красавица“
и че публиката го намира за скучно.
„Лешникотрошачката“ е от балетите, чиито либрета са подлагани на много преработки. През следващите години той е поставян в различни театри и от различни хореографи и винаги с успех.
Освен балета, Чайковски обособява и 20-минутна сюита, която постига голям успех.
В музикално отношение произведението е особено известно с това, че използва челеста – инструмент, с който композиторът вече е работил в неговата по-малко известна симфонична балада „Войвода“. Челестата е отличителният солов инструмент във вариацията на Захарната фея от второ действие.

## Премиери

### В Русия
Премиерата на балета е на 6 декември 1892 г. в Мариинския театър в Санкт Петербург. Балетът е представен заедно с операта „Йоланта“. Диригент е Рикардо Дриго, а хореографията е дело на Лев Иванов, втори балетмайстор на театъра. Декорите са на Константин Иванов и Михаил Бочаров, а костюмите на Иван Всеволожки и Евгений Пономарьов. В ролите: Станислава Белинска (Клара), Тимофей Стуколкин (Дроселмайер), Сергей Легат (Лешникотрошачката), Антониета Дел Ера (Захарната Фея), Павел Гердт (принц Коклюш), Александър Ширяев (шут) Василий Стуколкин (Фриц).
В Москва на сцената на Болшой театър балетът е поставен за пръв път на 21 май 1919 г. Балейтмайстор е Александър Горски, художник – К. А. Коровин, диригент Николай Фьодоров. В ролите са: Валентина Кудрявцева (Клара), Н.П. Ефимов (Лешикотрошачката), Алексей Булгаков (Дроселмайер).

### Извън Русия
Балетът прави своята международна премиера през 1908 г. в Прага (балетмайстор А. Вискузи). Следват Будапеща (1927 г.), Мюнхен (1930 г.), Лондон (1934 г.) В Италия (в Милано) е поствен за пръв път през 1938 г., а в САЩ (в Ню Йорк) – 1940 г.
Княз Феликс Юсупов, който живее в изгнание в Лондон и Париж, е горещ почитател на Чайковски и иска да запознае западния свят с руския гений. Князът дава солидна сума от своето богатство, за да се поставя години наред по Коледа, във Великобритания и във Франция, „Лешникотрошачката".
| „           | Няма друг гений като Чайковски. Аз мога и трябва да бъда винаги на страната на неговите велики произведения. | “ |
| Княз Юсупов | |   |

Пълната версия на „Лешникотрошачката“ се радва на огромна популярност от средата на 20 век насам и днес фигурира в Коледната програма на много балетни трупи.

### В България
Премиерата в България е през 1962 г. на сцената на Русенската народна опера. Хореографияте е на Асен Манолов, а сценографията на Паула Бранковяну. Диригент е Христо Станишев.

## Алтернативни хореографии

### Хореография на Нуреев
Нуреев поставя „Лешникотрошачката“ за пръв път на 17 ноември 1967 г. на сцената Шведския кралски балет. Той напълно променя оригиналното либрето и прави Дроселмайер и принца един и същи човек – идеалният мъж за подрастващата Клара, която е на границата между детството и тийнейджърството.

### Хореография на Матю Борн
През 1992 г. английският съвременен хореограф Матю Борн поставя своя версия на балета в чест на стогодишнината от създаването му. Действието се развива във викториански приют за сираци, който се ръководи от тираничното семейство Дрос. Клара е бедно сираче, Лешникотрошачката е сираче от същия приют. Сем. Дрос има дъщеря Шугър (нова героиня) и се оформя любовен триъгълник между Клара, Лешникотрошачката и Шугър. Художник Антъни Уорд. Премиерата е на Единбургския фестивал през 1992 г. и е радушно приет от критиката

### Хореография на Греъм Мърфи
През 1992 г. австралийският хореограф Греъм Мърфи поставя спектакъл с ново либрето и хореография за Австралийския национален балет. Клара, бивша балерина в Имперския руски балет, прекарва края на живота си в Австралия. На Коледа тя се вглъбява в спомените си и преживява отново детството си в Царска Русия, Октомврийската революция (битката с Царя на мишките), нейните последвали пътешествия и професионални триумфи. Художник е Крисчън Фредриксън.

## Музика

### Инструменти
Балетът е оркестриран за:
- дървени духови инструменти: 3 флейти, 2 пиколо, 2 обоя, английски рог, 2 кларинета (в ла и си бемол), бас кларинет (в си бемол), 2 фагота;
- медни духови инструменти: 4 валдхорни (във фа), 2 тромпета (в ла и си бемол), 3 тромбона, туба;
- ударни: 3 тимпани, триангел, дайре, чинели, голям барабан, военен барабан, гонг, глокеншпил, кастанети;
- струнни: челеста (или пиано), 2 арфи, първи цигулки, втори цигулки, виоли, виолончели, контрабаси;
- други: детски инструменти: жабка, тромпети, барабани, чинели, инструменти, наподобящи песеннта на кукувица и пъдпъдък.

Валсът на снежинките включва детски хор от 12 сопрана и 12 алти.
Чайковски дава подробности и за детските инструменти в първо действие – същите, които се използват и в „Дама пика“, а жабката е тази, която се използва в детските симфонии на Хайдн и Ромберг.

### Музикални номера
Следната таблица представя музикалните номера и сцените от балета и тяхното темпо.
| Номер, сцена, темпо |
| --- |
| Увертюра (Allegro giusto) |
| Първо действие, първа картина |
| №1 Сцена: Украсяване на коледното дърво (Allegro non troppo) |
| №2 Марш (Tempo di Marcia viva) |
| №3 Детски галоп и танцът на родителите (Presto—Andante) |
| №4 Танцувална сцена: Пристигането на Дроселмайер (Andantino – Allegro molto vivace – Tempo di Valse – Presto) |
| №5 Сцена и Танцът на дядото (Andante (Tempo di Valse) – Andantino – Tempo di Grossvater) |
| №6 Разотиване на гостите – падане на нощта (Allegro semplice—Moderato assai) |
| №7 Сцена: Сражението с армията на мишките (Allegro vivo) |
| Първо действие, втора картина |
| №8 Сцена: Пътуване през зимната гора (Andante) |
| №9 Танцът на снежинките (Tempo di Valse, ma con moto – Presto) |
| №10 Сцена: Вълшебният замък на Конфитуренбург (Andante) |
| №11 Сцена: Пристигане на Клара и Принца Лешнкотрошачка (Andante con moto – Allegro agitato) |
| №12 Дивертисменти: 12 – 1 Испански танц (Шоколад) (Allegro brillante) 12 – 2 Арабски танц (Кафе) (Comodo) 12 – 3 Китайски танц (Чай) (Allegro moderato) 12 – 4 Трепак (Захарни пръчици) (Tempo di Trepak, molto vivace) 12 – 5 Танц на мирлитоните (Марципан) (Andantino) 12 – 6 Танц на Майка Жигон и децата ѝ (Allegro giocoso) |
| №13 Валсът на цветята (Tempo di Valse) |
| №14 Па-дьо-дьо 14 – 1 Интрада (Захарната фея и Лешникотрошачката) (Andante maestoso) 14 – 2 Вариация на Лешникотрошачката (Тарантела) (Tempo di Tarantella) 14 – 3 Вариация на Захарната фея (Andante ma non troppo) 14 – 4 Кода (Vivace assai)                                                                                   |
| №15 Финал: Валс и апотеоз (Tempo di Valse – Molto meno) |

## Галерия
- Представления
- Декор на Константин Иванов за Страната на сладкишите.
- Декор на Константин Иванов за Страната на сладкишите.
- Ескиз на Всеволожки за Майка Жигон
- Ескиз за костюм на Всеволожки
- Сцена от 1. д., Мариински театър, 1892 г.
- Захарната фея (Олга Преображенска) и Принц Коклюш (Николай Легат), ок. 1900 г.
- Мария Семенова (Маша) и Алехей Ермолаев, Болшой, 1939 г.
- Руският балет на Монте Карло, 1940 г.
- Танцът на снежинките, Нюйорксият градски балет, 1954 г.
- Владимир Василиев в ролята на Лешникотрошачката, Болшой, 1966 г.
- Танцът на снежинките, 1981 г.
- Руски трепак, 1985 г.
- Постановка на Шведския кралски балет, 2008 г.
- Мияко Йошида (Зханата фея) и Стивън Макри (Коклюш), Кралски балет, 2009 г.
- Танцът на снежинките, Escuela Superior de Música y Danza, 2010
- Постановка на Escuela Superior de Música y Danza, 2011
- Постановка на Татарския академичен театър, 2012 г.
- Анжелина Сансон, Канзаски градски балет, 2013
- Постановка на Танцовия театър на Ню Мексико, 2014
- Царят на мишките, неизвестна постановка
- сцена от 1. д., неизвестна постановка

- Меморабилия
- Юбилейна монета, Беларус
- Юбилейна монета, 10 рубли, злато, реверс
- Юбилейна монета, 25 рубли, злато, реверс
- Юбилейна монета, 50 рубли, злато, реверс
- Юбилейна монета, 100 рубли, злато, реверс
- Юбилейна монета, 3 рубли, сребро, реверс
- Юбилейна монета, 3 рубли, сребро, реверс
- Юбилейна монета, 25 рубли, сребро, реверс
- Юбилейна монета, 100 рубли, сребро, реверс